# 人民連合 (スリランカ)
人民連合（じんみんれんごう、英語: People's Alliance）は、スリランカにかつて存在した政党連合。1994年議会選挙の際に結成された。
同連合は以下の政党によって結成されていた。
- スリランカ自由党（SLFP）
- スリランカ社会主義平等党（LSSP）
- スリランカ共産党（CPSL）
- スリランカ人民党（SLMP）
- Bahujana Nidahas Peramuna（BNP）
- 民族解放人民党（DVJP）
- 民主統一国民戦線（DUNF）

1994年、2000年の総選挙では勝利し、94年、99年の大統領選挙でも推薦候補のチャンドリカ・クマーラトゥンガが勝利した。しかし、2001年の総選挙では敗北した。2004年、統一人民自由同盟（UPFA）が結成されたことを受け、人民連合はUPFAに吸収された。共産党とLSSPは人民連合を延命させ、UPFAとは別の政党連合としようとしたが、実現しなかった。
PAの総書記はD. M. ジャヤラトナが務めていた。

## 選挙結果
| 年   | 得票数    | 得票率（%） | 獲得議席数 | 増減 | 与党/野党 |
| ---- | --------- | ----------- | ---------- | ---- | --------- |
| 1994 | 3,887,823 | 48.94%      | 105 / 225  | 105  | 与党      |
| 2000 | 3,900,901 | 45.11%      | 107 / 225  | 2    | 与党      |
| 2001 | 3,330,815 | 37.19%      | 77 / 225   | 30   | 野党      |

| 選挙年 | 候補者                         | 得票数    | 得票率 | 結果 |
| ------ | ------------------------------ | --------- | ------ | ---- |
| 1994   | チャンドリカ・クマーラトゥンガ | 4,709,205 | 62.28% | 当選 |
| 1999   | チャンドリカ・クマーラトゥンガ | 4,312,157 | 51.12% | 当選 |